# 巨堤站
巨堤站（：／ Geoje yeok */?）是釜山地鐵3號線與東海線沿線交會的一座轉乘車站，位於韓國釜山廣域市蓮堤區巨堤洞。該站原南門口站，2016年時為了配合與釜山地鐵3號線銜接轉乘，遷址重建並改為現站名。

## 車站結構
兩條路線站體均為2面2線的側式月台，3號線月台設有月台幕門，全站有出口共8處。

### 3號線月台

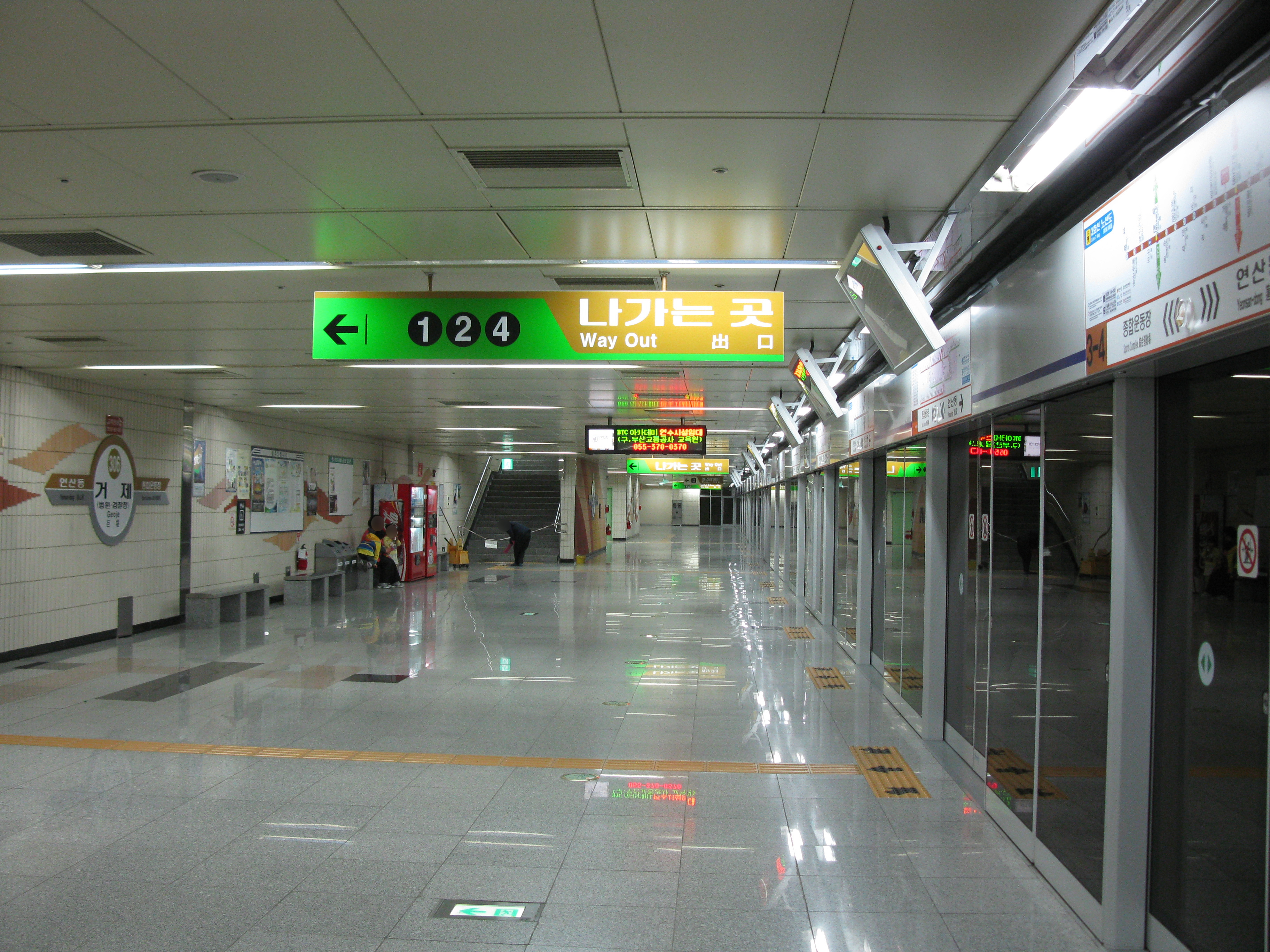
3號線候車月台

| 蓮山 ↑       |
| \| 上        |
| ↓ 綜合運動場 |

| 月台 | 路線               | 目的地               |
| ---- | ------------------ | -------------------- |
| 上行 | ●釜山都市铁道3号线 | 蓮山、水營方向       |
| 下行 | ●釜山都市铁道3号线 | 美南、德川、大渚方向 |

### 東海線月台

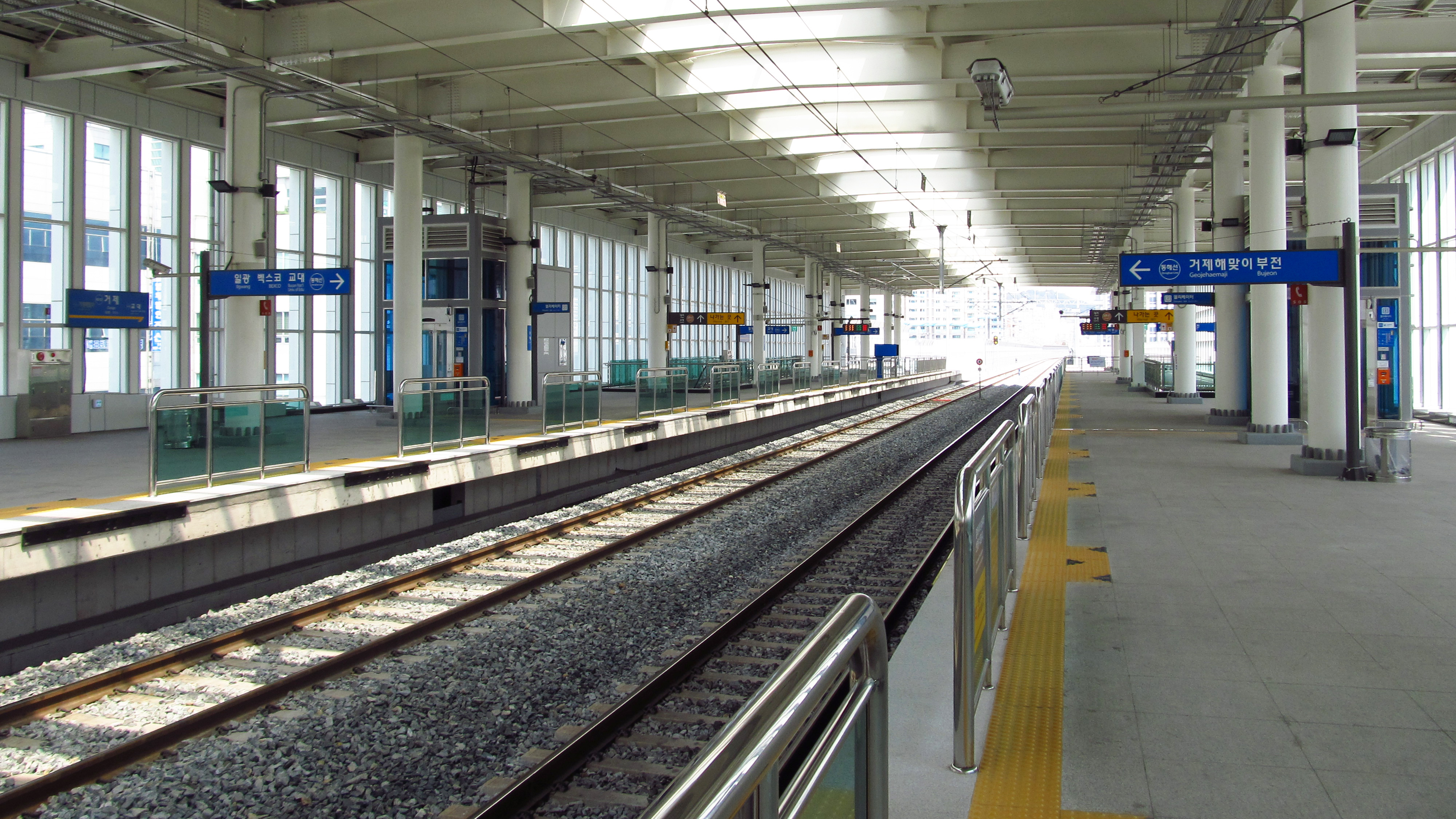
東海線候車月台

| ↑ 巨堤迎日 |
| \| ２      |
| 教大 ↓     |

| 月台 | 路線            | 目的地                                   |
| ---- | --------------- | ---------------------------------------- |
| 1    | ●广域电铁东海线 | 巨堤迎日、釜田方向                       |
| 2    | ●广域电铁东海线 | 教大、Centum、新海雲臺、日光、太和江方向 |

## 歷史
- 1989年8月16日：南門口站（남문구역）落成啟用。
- 2005年11月28日：2號線站體開通。
- 2016年12月30日：東海南部線鐵路複線电气化工程完工，編入東海本線，迁至距起点站（釜山鎮站）7.9公里处并更名为巨堤站，广域电铁东海线开始運行[1][2]。

## 車站周邊
- 釜山地方法院
- 釜山高等法院
- 釜山家事法院
- 釜山地方檢察廳
- 釜山高等檢察廳
- 釜山綜合運動場
- 樂天製菓釜山店

## 圖片

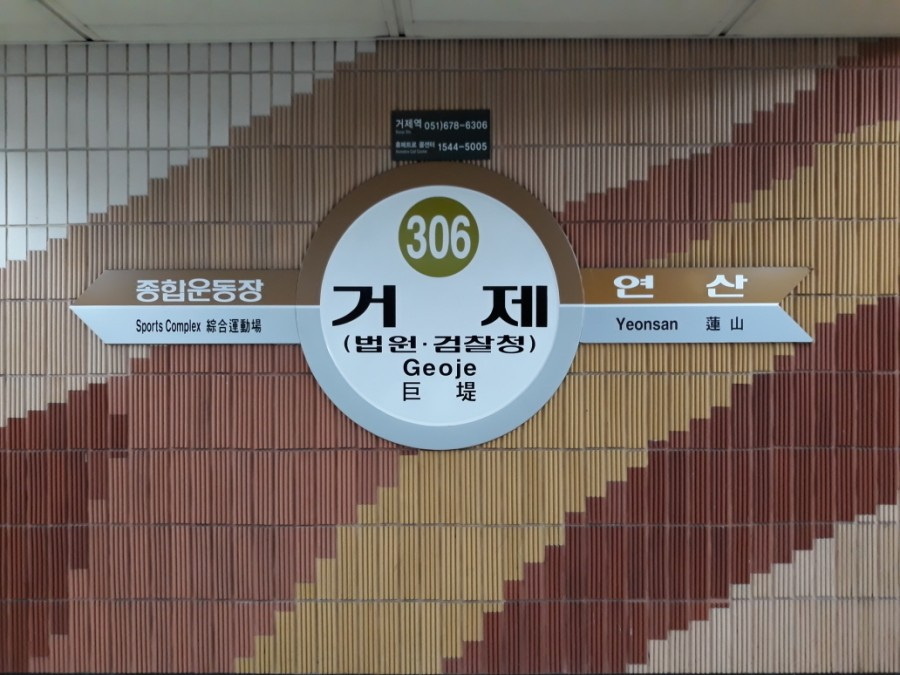
3號線站名牌
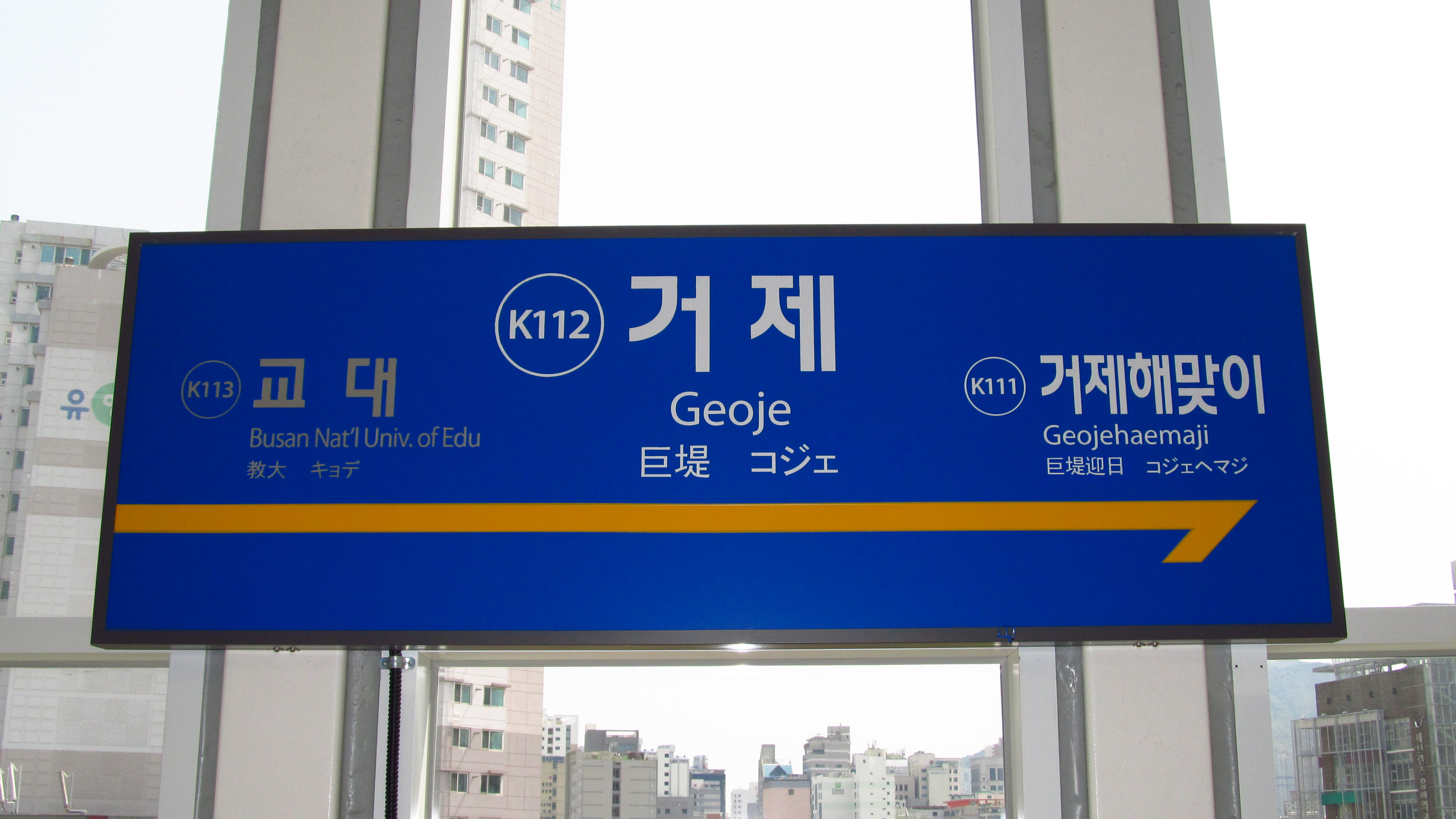
東海線站名牌
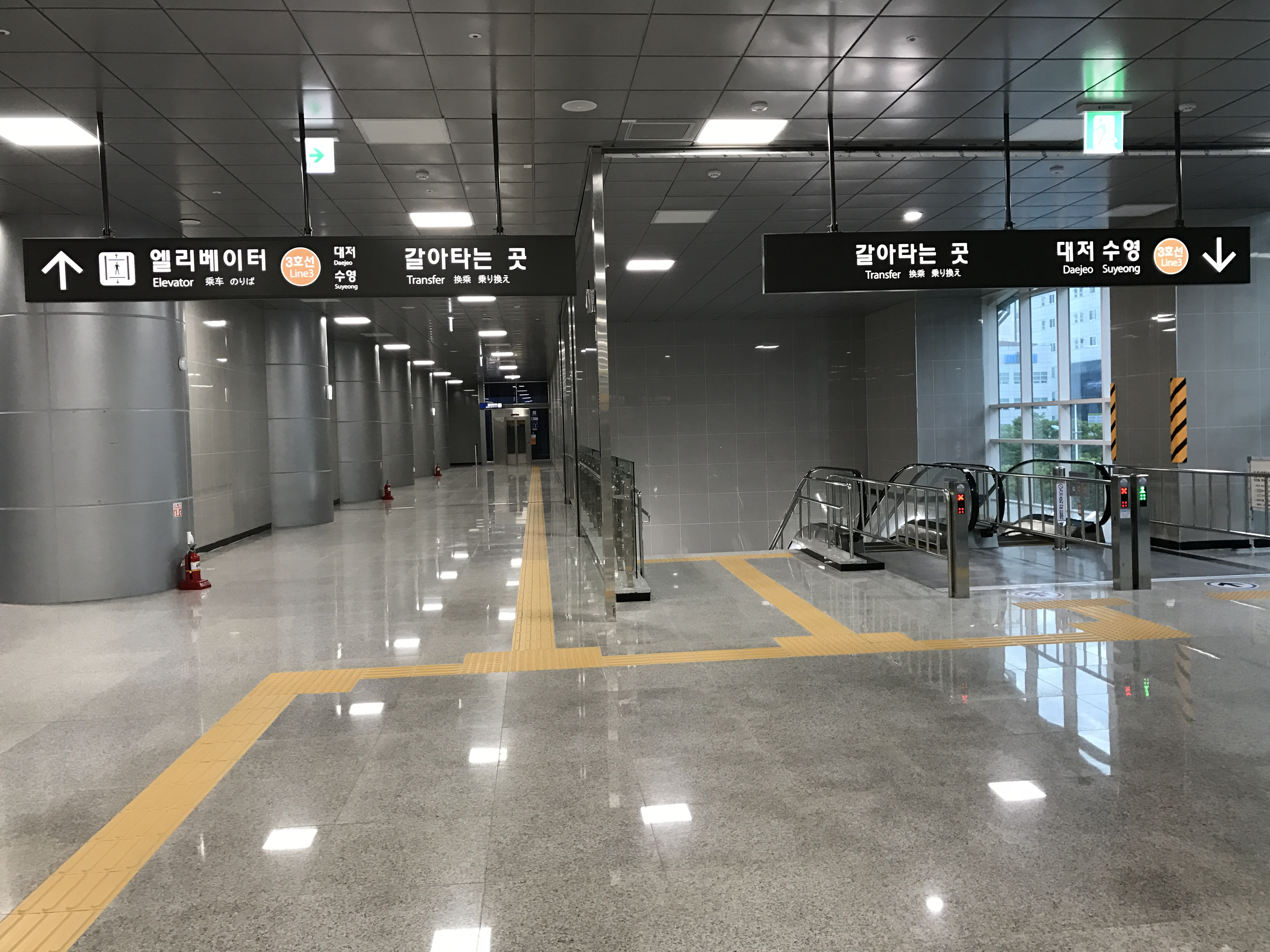
候車大廳（東海線側）
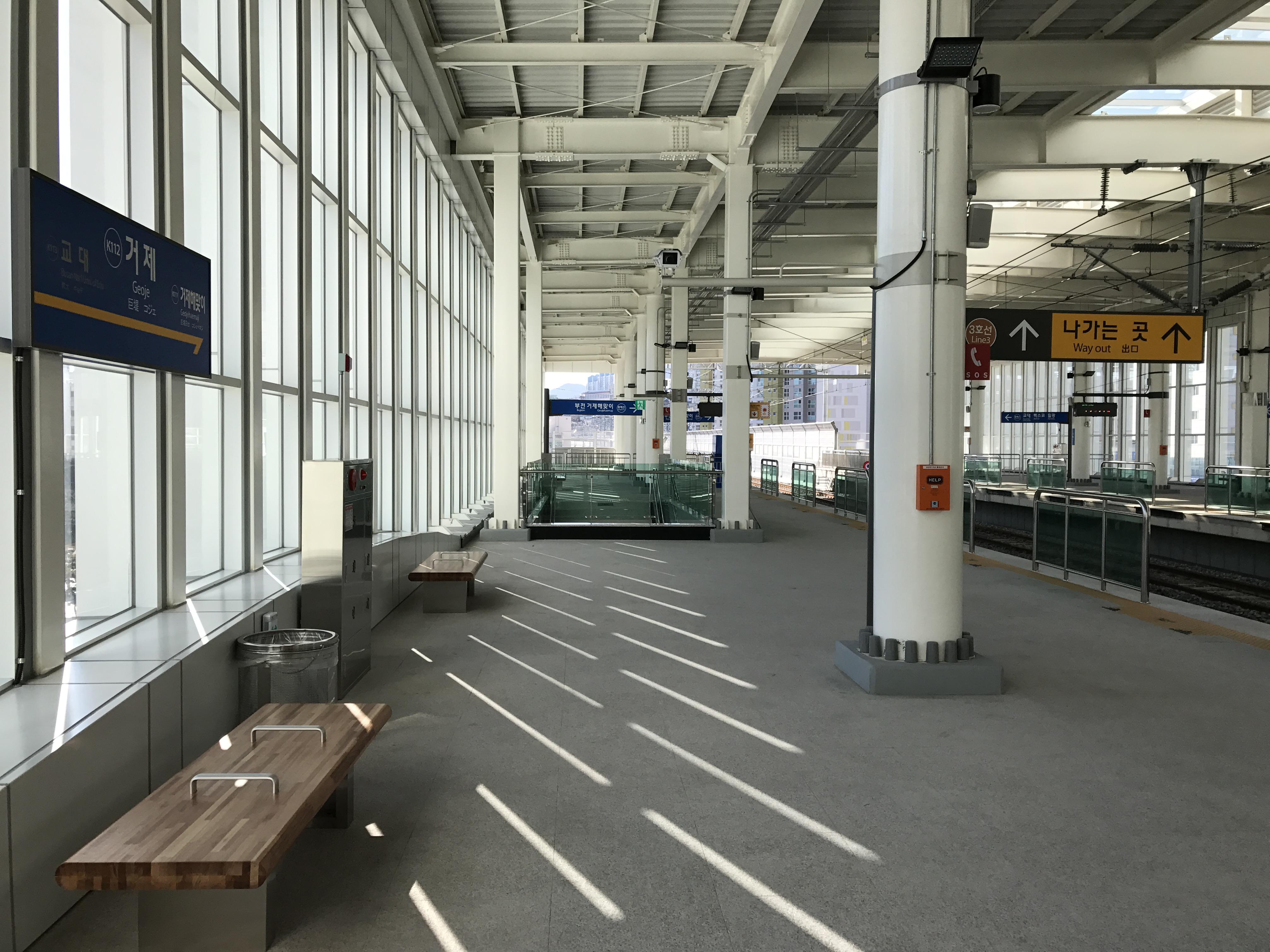
東海線月台
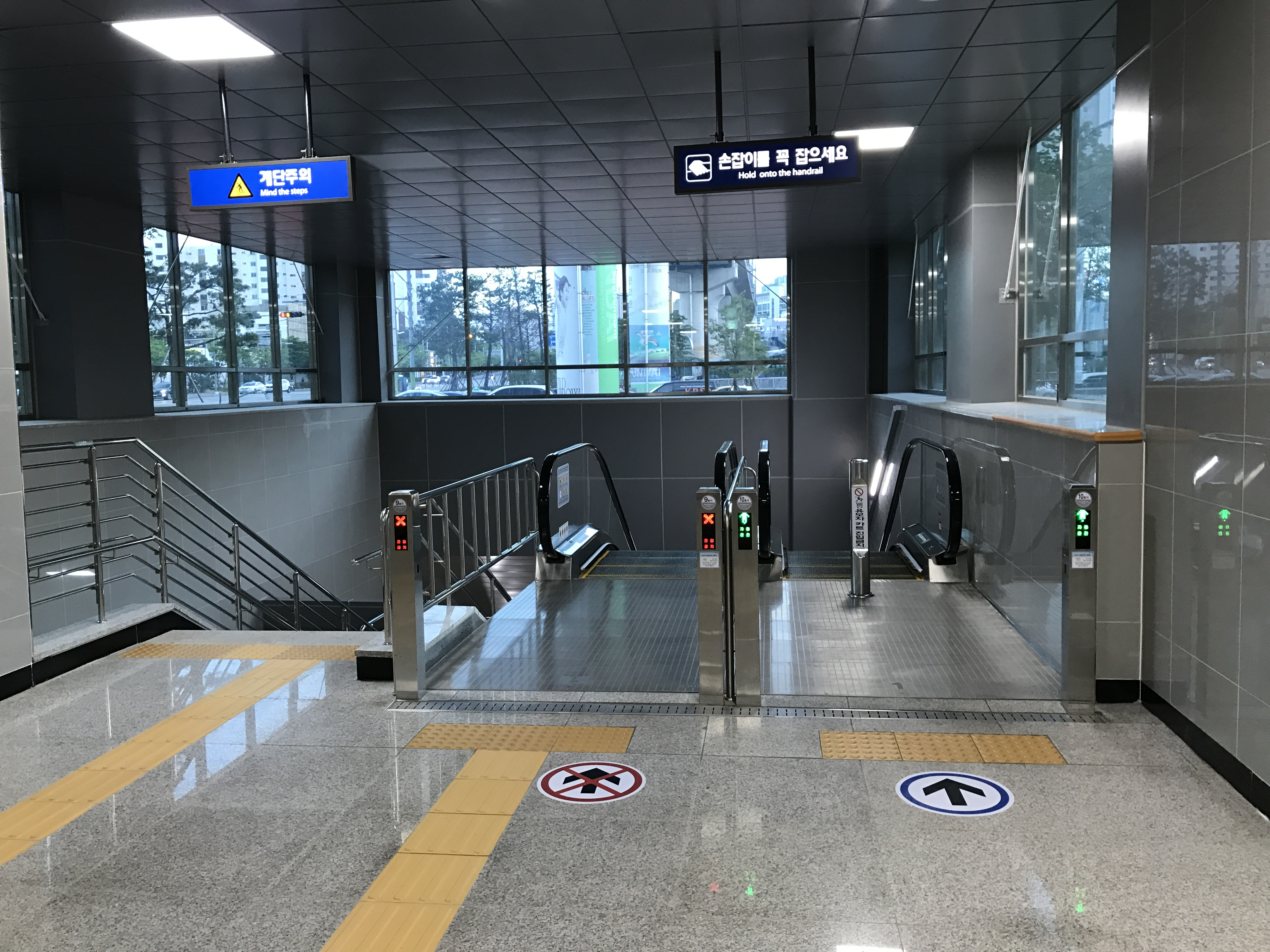
電扶梯
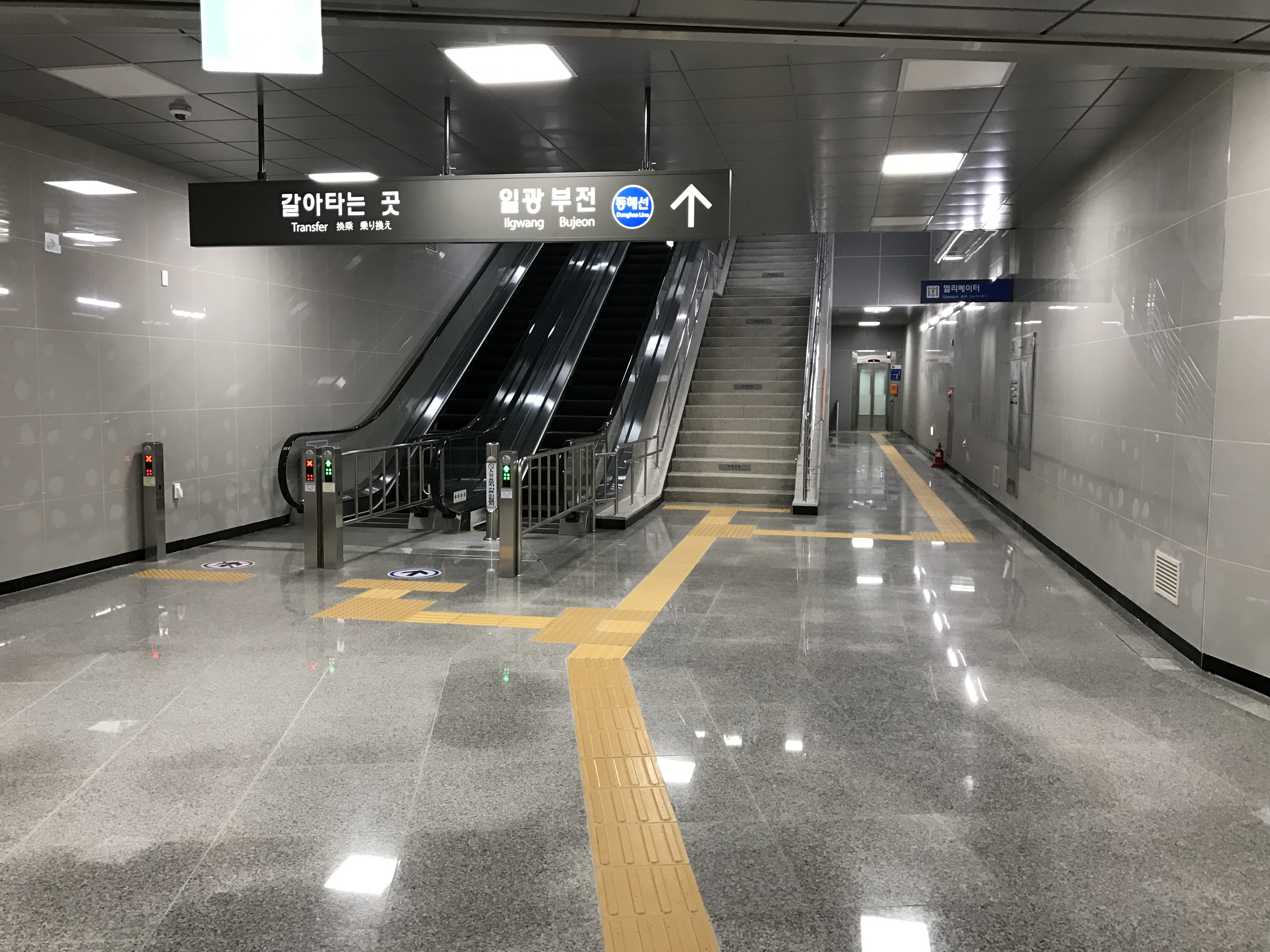
電扶梯
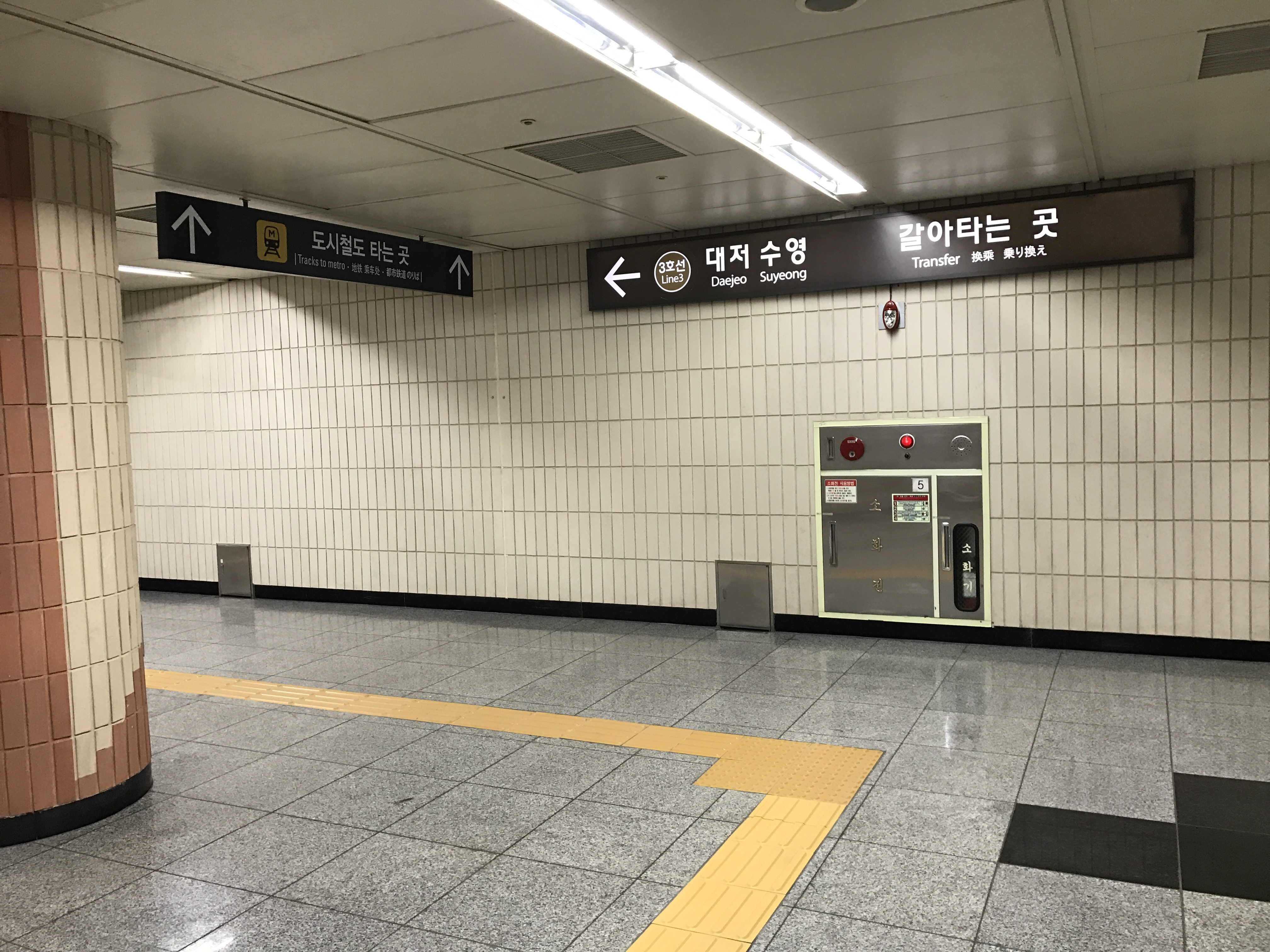
轉乘通道
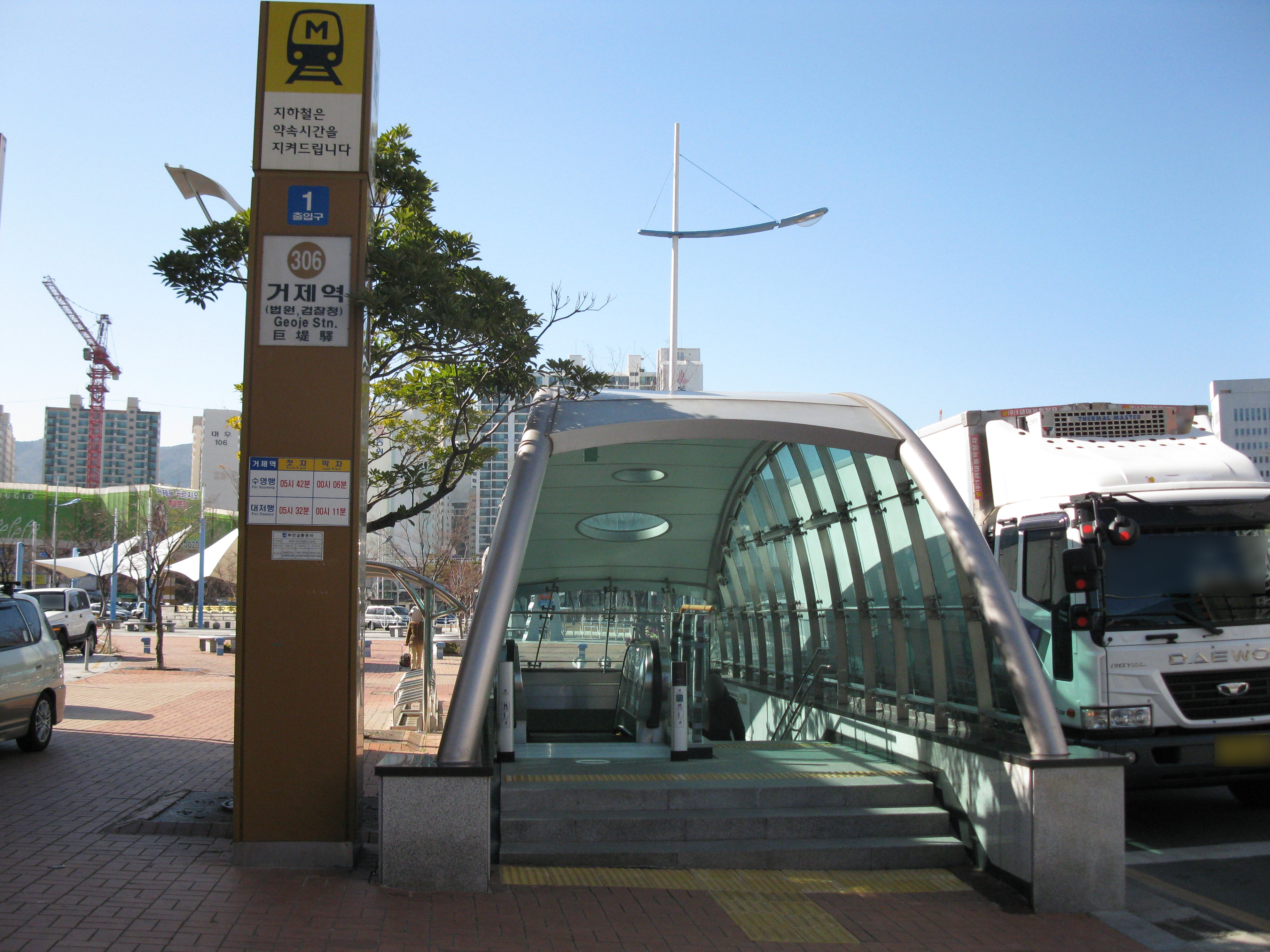
1號出口
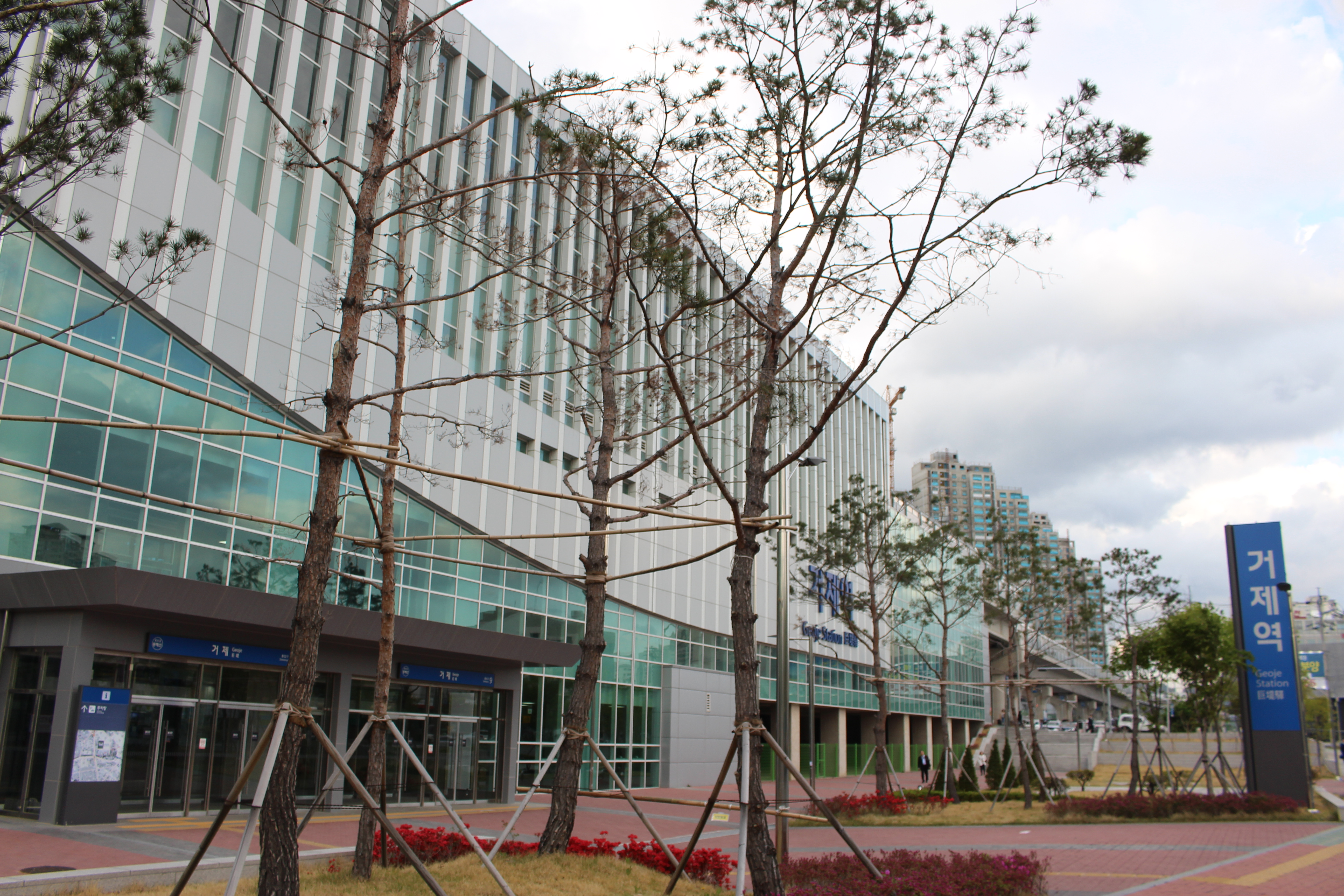
車站建築
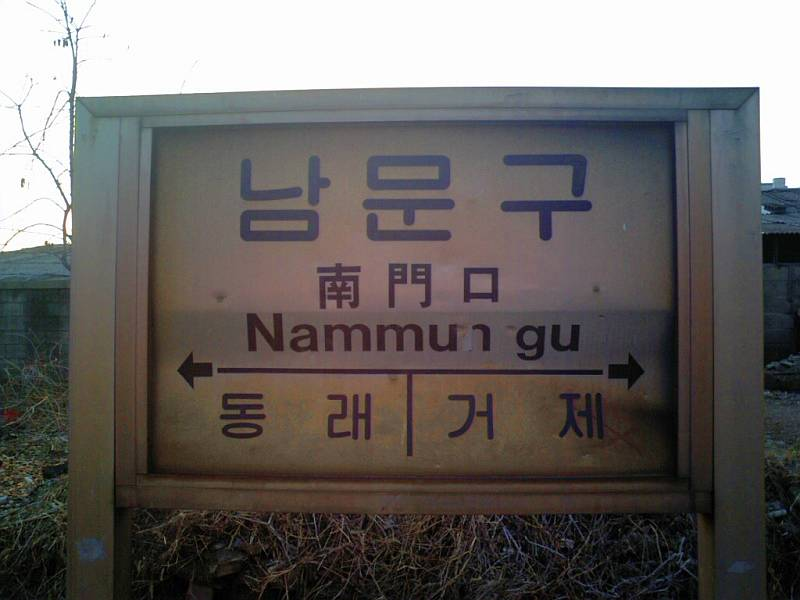
「南門口站」舊站名牌

## 相鄰車站
釜山交通公社
●釜山都市铁道3号线
蓮山（305）－巨堤（306）－綜合運動場（307）
韩國鐵道公社
●广域电铁东海线
巨堤迎日（K111）－巨堤（K112）－教大（K113）